# Orgull de Madrid
Les Festes de l'Orgull de Madrid, conegudes popularment com l'Orgull LGTB de Madrid i per l'acrònim MADO (Madrid Orgull), són les festes celebrades pel barri de Chueca, en el centre de Madrid el cap de setmana posterior al 28 de juny, Dia Internacional de l'Orgull LGBTIQ+. És l'esdeveniment celebrat per la comunitat LGBTIQ+ en companyia dels heteroaliats que els secunden amb major concurrència d'Espanya i de tot Europa.
El festeig comença el dimecres a la tarda amb el popular pregó en la plaça de Chueca, dut a terme per notoris personatges i acaba el diumenge després de la manifestació i la desfilada de carrosses reivindicatiu del dissabte.
L'Orgull de Madrid ha passat de ser una petita concentració de gent a la fi dels anys 80 a ser considerada la major festa d'ambient gai d'Europa i una de les més importants del món, només superada per la ciutat de San Francisco (Califòrnia), atraient a més d'un milió i mig de persones cada any, 300 000 turistes estrangers i, deixant en la capital més de 150 milions d'euros el 2015, consagrant-se com una de les festes més importants i multitudinàries de tot Espanya.
El 2017 es va celebrar a Madrid la cinquena edició de l'Orgull Mundial (WorldPride), el major esdeveniment LGTB del món.

## Història
Després dels incidents del 28 de juny de 1969 en el pub novaiorquès Stonewall Inn, moltes ciutats del món van començar a celebrar manifestacions multitudinàries de repulsa però, a Espanya, el règim franquista dictatorial de l'època va evitar l'entrada de notícies al país. El 1977 a Barcelona es va celebrar per primera vegada a Espanya una manifestació a favor dels drets dels homosexuals. Només es van concentrar 4000 persones que van ser dissoltes per la força.
L'any següent, el 1978, la manifestació va ser autoritzada a Madrid, i des de llavors, excepte el 1980 i 2020, se celebra l'Orgull a Madrid. La manifestació sortia de la Plaça de Santo Domingo fins a la Plaça Sol.
El 1986 es programa un seminari a Chueca sobre homosexualitat que va posar la llavor per a constituir el Col·lectiu de Lesbianes, Gais, Transsexuals i Bisexuals de Madrid (COGAM). En l'època ja començava a ser comuna que després de la manifestació els participants tornessin a Chueca a celebrar-ho i la protesta va anar agafant un caràcter festiu, fins que el 1996 la revista Shangay va introduir en la marxa la primera carrossa, amb Alaska animant la desfilada. A partir de llavors el nombre de persones va anar augmentant.

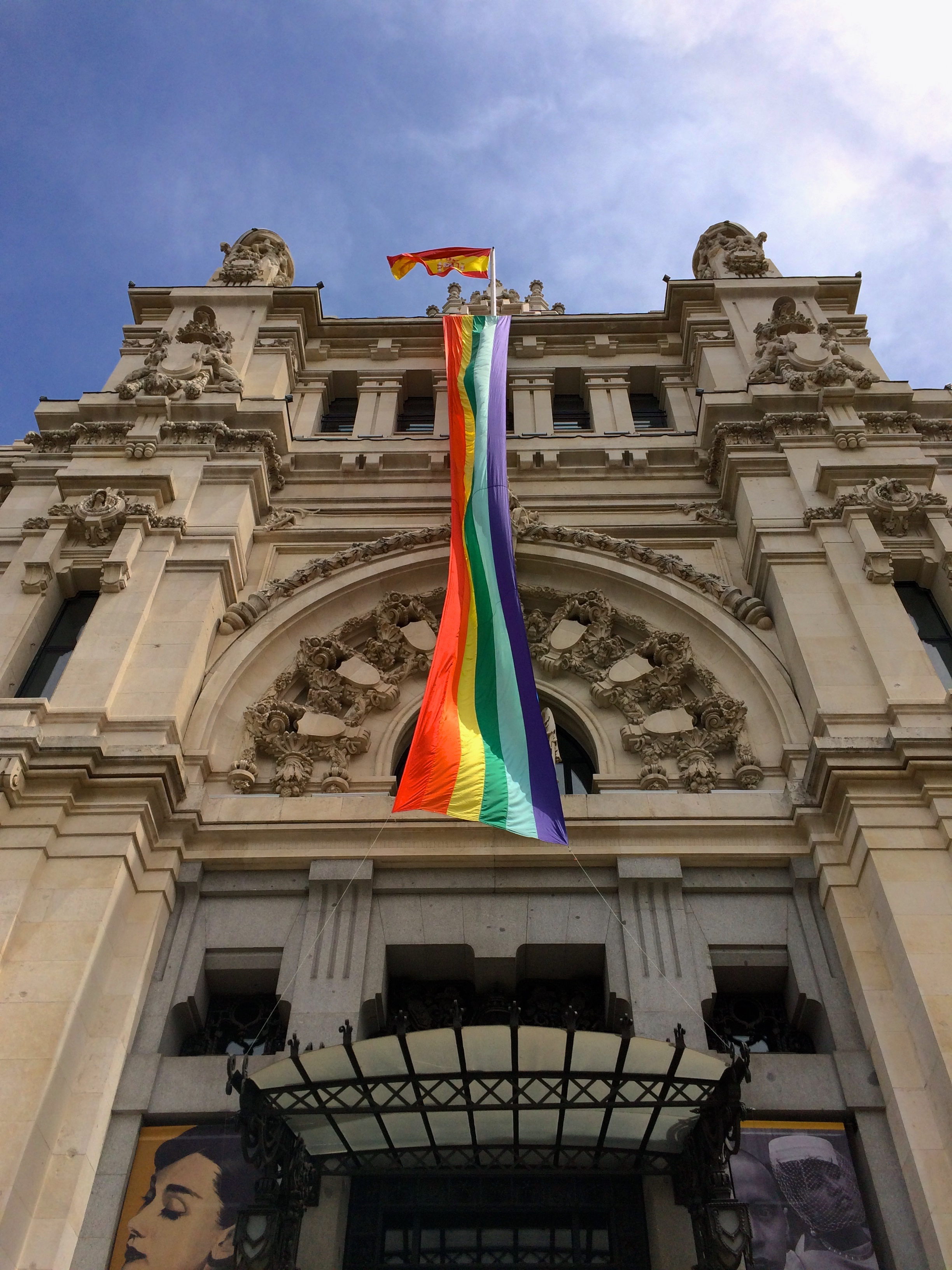
Façana de l'Ajuntament de Madrid, engalanat per a les festes de l'Orgull en 2015.

L'any 2005, amb l'aprovació del matrimoni igualitari a Espanya, es va produir una explosió d'assistència aconseguint per primera vegada els dos milions de persones, i fent que, el 2007, Madrid fos triada com la capital europea de l'orgull celebrant l'Europride 2007, al qual van assistir més de 2,5 milions de persones de tot el món. Des de llavors s'ha convertit en un dels esdeveniments LGTBI més multitudinaris del món, essent la ciutat europea amb major nombre d'assistents a la marxa de l'Orgull, molt per sobre de grans ciutats com Londres o París i només per darrere de la Marxa de l'orgull LGBT de San Francisco
A l'octubre de 2012 els membres de InterPride van votar a favor de la celebració de la V Edició del World Pride 2017 a la ciutat de Madrid, desbancant a Berlín i Sídney.
Fins a principis de la dècada de 2010, els esdeveniments musicals amb escenaris es concentraven en el barri de Chueca, sent habitual, a més, la instal·lació de barres per a la venda de begudes per part de bars i discoteques en la via pública. No obstant això, des de 2011, per mandat municipal la festa va desbordar per primera vegada els límits de Chueca, instal·lant-se nous escenaris en la Plaça del Callao i la Plaça d'Espanya. En 2014 es va restringir la instal·lació de barres al carrer per ordre municipal. Es va continuar amb l'expansió de la celebració d'esdeveniments per altres llocs de la ciutat, com la Plaça de Soledad Torres Acosta. Aquesta tendència es va mantenir sota els mandats de l'alcaldessa Manuela Carmena, quan en 2016 es van sumar com a escenaris d'esdeveniments de les festes la Porta del Sol i la Plaça de la Independència. L'Ajuntament va declarar les Festes de l'Orgull com a Festa d'Interès General el juliol de 2016.
En 2017, coincidint amb l'Orgull i l'Europride Madrid va albergar el major esdeveniment LGTB del món, el WorldPride Madrid 2017 en el qual s'estima que va rebre entre 2,2 i 2,3 milions de persones.
L'edició de 2016 es va veure embolicada en certa polèmica quan l'organització va decidir convidar a tots els partits polítics amb representació parlamentària en l'Assemblea de Madrid, excepte al Partit Popular, per una actitud que consideraven de no compromís en la defensa dels drets de la comunitat LGTBI.
Aquesta situació de polèmica es va agreujar en l'edició de 2019 pels insults i llançament d'aigua que van rebre durant la manifestació els representants del partit polític Ciutadans - entre ells el seu portaveu en el Congrés dels Diputats, Inés Arrimadas-, que pretenien participar en la marxa. Finalment, davant les circumstàncies es van veure abocats a retirar-se de l'esdeveniment. Es tractava d'una reacció de part dels assistents al fet que Ciutadans aconseguís la Vicealcaladía de Madrid a més d'algunes regidories, gràcies als vots del partit Vox, qualificat d'extrema dreta i que havia vingut plantejant mesures restrictives dels drets del col·lectiu. A més, el partit taronja no va donar suport a cap de les lleis proposades en favor del col·lectiu.

### Lemes
| Any  | Lema                                                                            | Començament     | Manifestació    | Final            | Notes | Ref.          |
| ---- | ------------------------------------------------------------------------------- | --------------- | --------------- | ---------------- | --- | ------------- |
| 2007 | Ara Europa. La igualtat és possible                                             | Dv. 22 de juny  | Ds. 30 de juny  | Dg. 1 de juliol  | Europride | [ 18 ]        |
| 2011 | Salut i igualtat per dret                                                       | Dc. 29 de juny  | Ds. 2 de juliol | Dg. 3 de juliol  | — | [ 19 ]        |
| 2012 | Igualtat sense retallades                                                       | Ds. 23 de juny  | Ds. 30 de juny  | Dg. 1 de juliol  | — | [ 20 ]        |
| 2013 | Joves sense armaris!                                                            | Dc. 3 de juliol | Ds. 6 de juliol | Dg. 7 de juliol  | — | [ 21 ]        |
| 2014 | Ens manifestem pels qui no poden                                                | Dc. 2 de juliol | Ds. 5 de juliol | Dg. 6 de juliol  | — | [ 22 ]        |
| 2015 | Lleis per la igualtat real, ja!                                                 | Dc. 1 de juliol | Ds. 4 de juliol | Dg. 5 de juliol  | — | [ 23 ] [ 24 ] |
| 2016 | Lleis per la igualtat real, ja! Any de la visibilitat bisexual en la diversitat | Dc. 29 de juny  | Ds. 2 de juliol | Dg. 3 de juliol  | — | [ 25 ]        |
| 2017 | Pels drets LGTBI a tot el món                                                   | Dv. 23 de juny  | Ds. 1 de juliol | Dg. 2 de juliol  | WorldPride | [ 26 ] [ 27 ] |
| 2018 | Conquistant la igualtat, transformant la societat                               | Dc. 27 de juny  | Ds. 7 de juliol | Dg. 8 de juliol  | — | [ 28 ]        |
| 2019 | Majors sense armaris: Història, lluita i memòria!                               | Dc. 28 de juny  | Ds. 6 de juliol | Dg. 7 de juliol  | — | [ 29 ]        |
| 2020 | Suspès per COVID                                                                |                 |                 |                  | — | [ 30 ]        |
| 2021 | Els drets humans no es negocien, es legislenLlei integral trans ja!             | Dl. 28 de juny  | Ds. 3 de juliol | Dg. 4 de juliol  | — | [ 31 ]        |
| 2022 | Enfront de l'odi: Visibilitat, Orgull i Resiliència                             | Dv. 1 de juliol | Ds. 9 de juliol | Dg. 10 de juliol | Es retarda una setmana respecte a les seves dates habituals per a no coincidir amb el Cim de l'OTAN de Madrid 2022 | [ 33 ]        |

## Actes festius

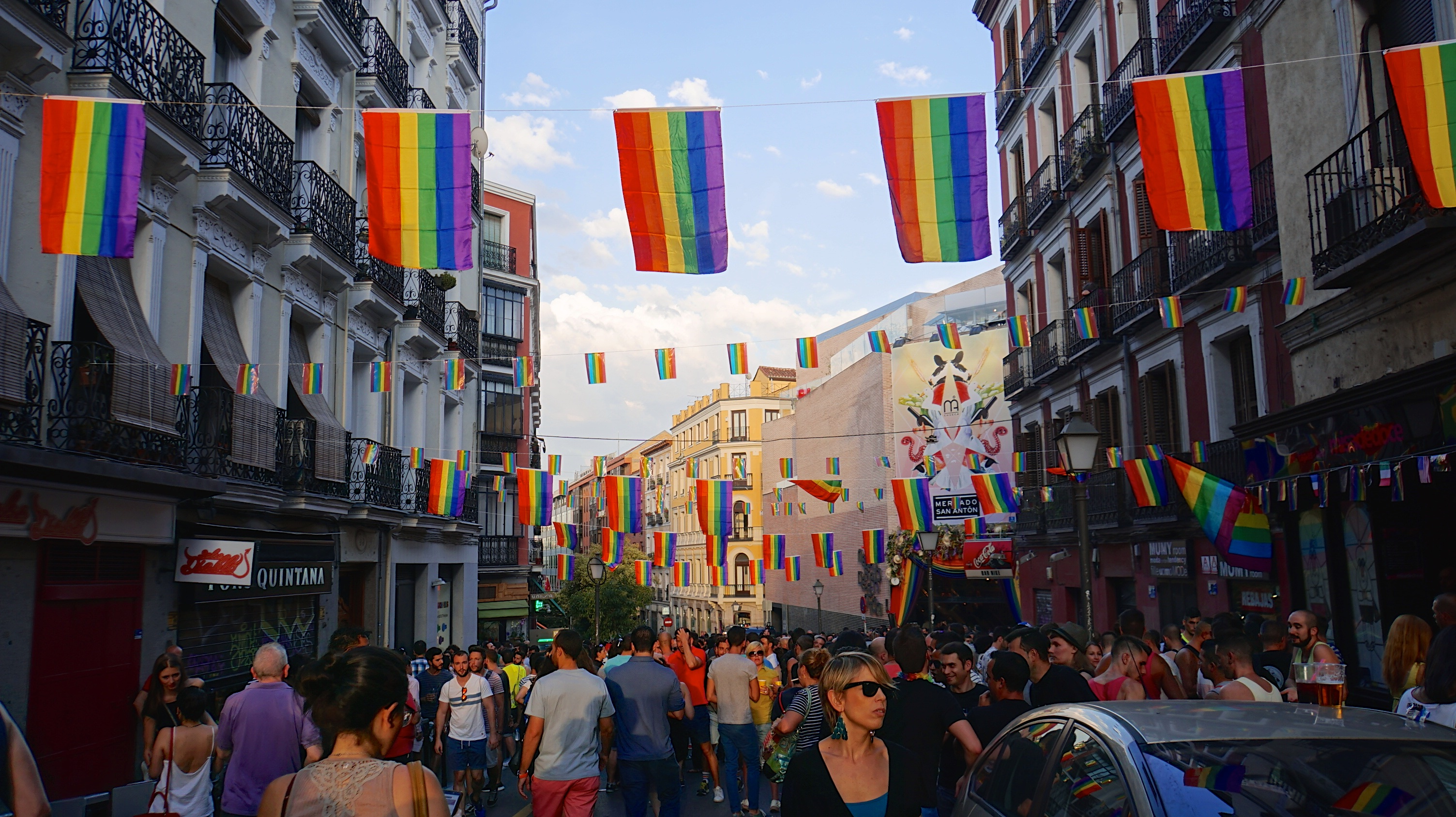
El centre de Madrid en la Setmana de l'Orgull

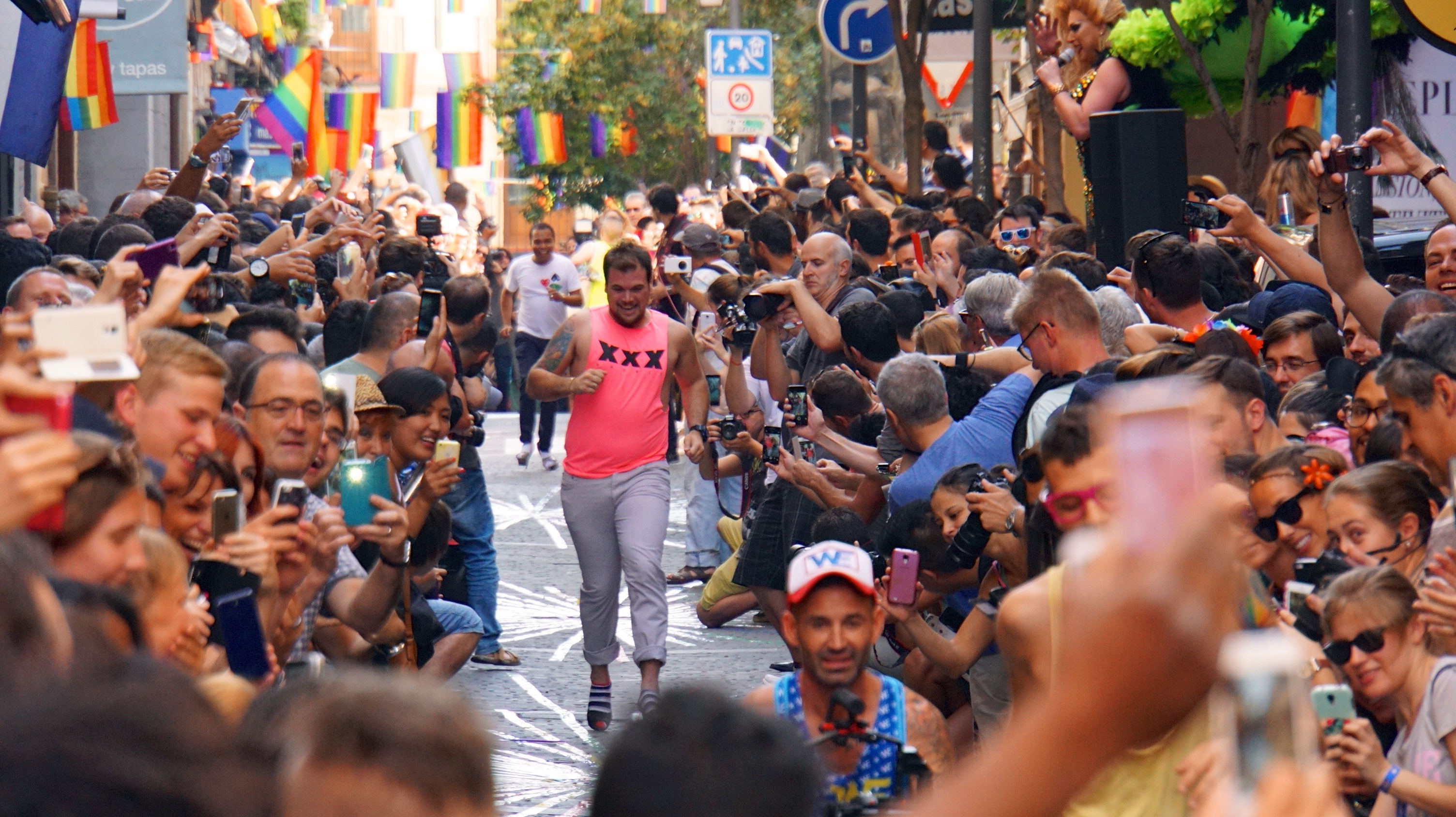
La Tradicional carrera de Talons

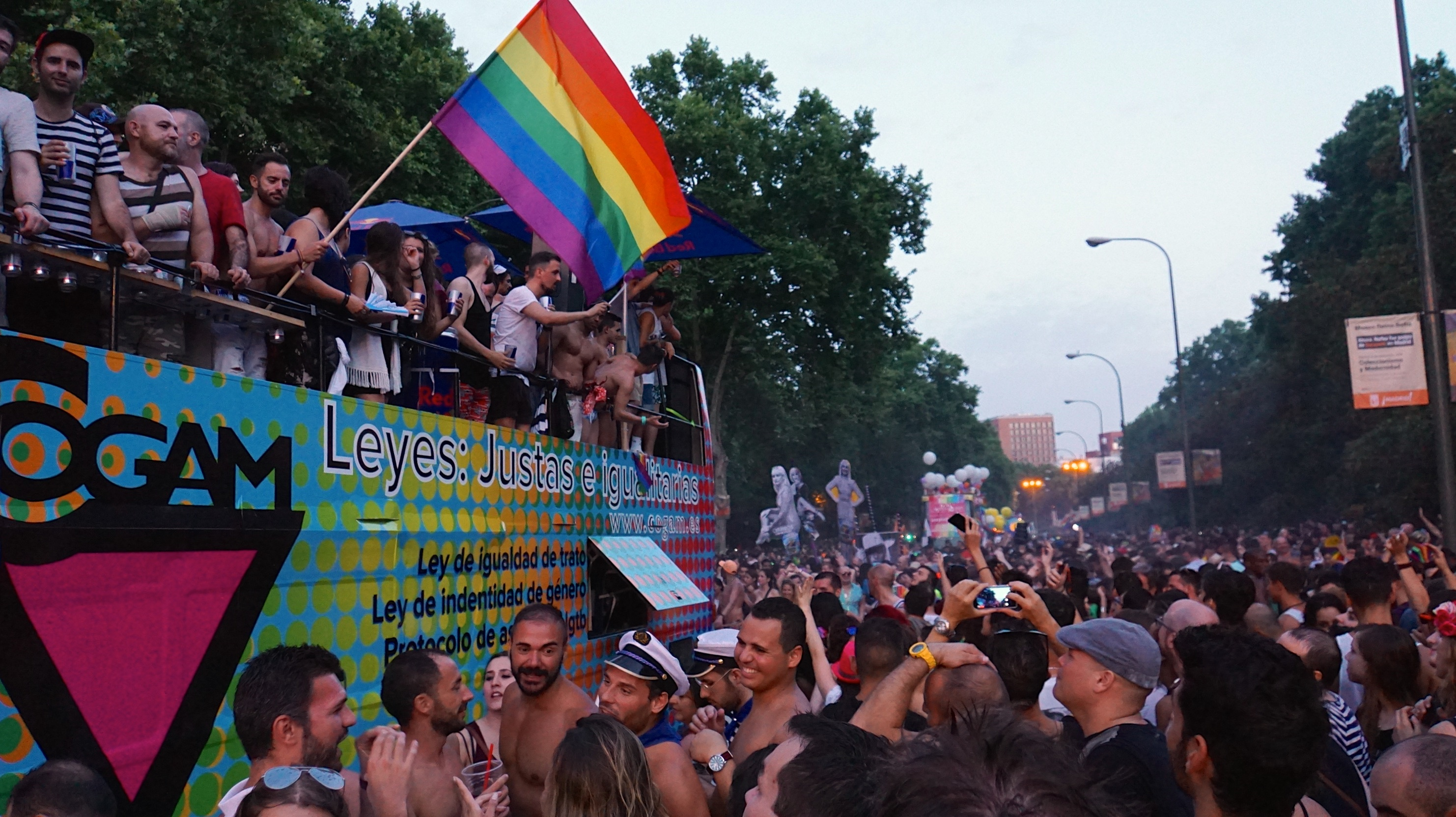
Carrossa de COGAM durant la desfilada de 2015

Durant la setmana de l'Orgull, el centre de Madrid s'omple d'actes i celebracions.
La festa comença el dimecres a la tarda amb el pregó que fins al 2016 tenia lloc en la Plaça de Chueca i des d'aquest any a la de Pedro Zerolo; allà es llegeix un manifest reivindicatiu a càrrec de personatges de vida pública, entre els quals cal esmentar:
- Cayetana Guillén Corb i Fernando Tejero (2006).
- Marta Sánchez (2007).
- Eva Hache i Hugo Silva (2008).
- Boris Izaguirre i Soraya Arnelas (2009).
- Ana Milà i Imanol Arias (2010).
- El Gran Wyoming (2011).
- Terremoto de Alcorcón i Fernando Tejero (2012).
- Paloma Sant Basilio (2013).
- Conchita Wurst i Ruth Lorenzo (2014).
- Alejandro Amenábar i Cayetana Guillén Corb (2015).
- Sense pregoner en 2016.
- Cayetana Guillén Corb, Boris Izaguirre, Topazi, Dulceida, Alejandro Amenábar, Javier Calvo i Javier Ambrossi (Els Javis), Pepón Nieto... (2017)
- Els Javis, Agoney, Víctor Gutiérrez Santiago, Luis Fenero, Javier Raya, Marina Rodríguez, Jedet, Lolita Watson, Mapi León, Lucía Sun, Claret Castell, César Brandon (2018)[34]
- Mónica Naranjo (2019)
- Chanel Terrer (2021)

El dijous es celebre la Carrera de talons, en una dels carrers del barri de Chueca i el divendres la Gala en directe de l'elecció de Mr. Gai Pride España en la Plaça de Callao, televisada per primera vegada en directe per Telemadrid en 2015.
Tots els dies en les diferents places del centre de la capital hi ha escenaris amb música, espectacles i artistes com Kylie Minogue en 2010, o Dana International en 2016, fins a altes hores de la matinada.

### Artistes destacats
Han actuat durant les festes, entre d'altres, els següents artistes:
- 2022: Isabel Pantoja, Soleá Morente, Agoney, Nena Daconte, Conchita Wurst, Dana International, Jamala, WRS, Soraya Arnelas, Verónica Romero, Abraham Mateo, Ricky Merino.
- 2019: Gloria Trevi, Mel C, Marta Sánchez, Rozalén, Soraya Arnelas, Ruth Lorenzo, Sucre Bru, Falete, Melody, Natalia Rodríguez, Rebeca Pous.
- 2018: Soleá Morente, Eleni Foureira, Ruth Lorenzo, Beatriz Luengo, Lucía Pérez, Karina, Melody,Baccara.
- 2017: Conchita Wurst, Loreen, Barei, Olé Olé, Marta Sánchez, Rosa López, Ruth Lorenzo, OBK, La Terratrèmol d'Alcorcón, Melody,Fangoria, Amaral, Fa la gara-gara, Nuria Fergó.

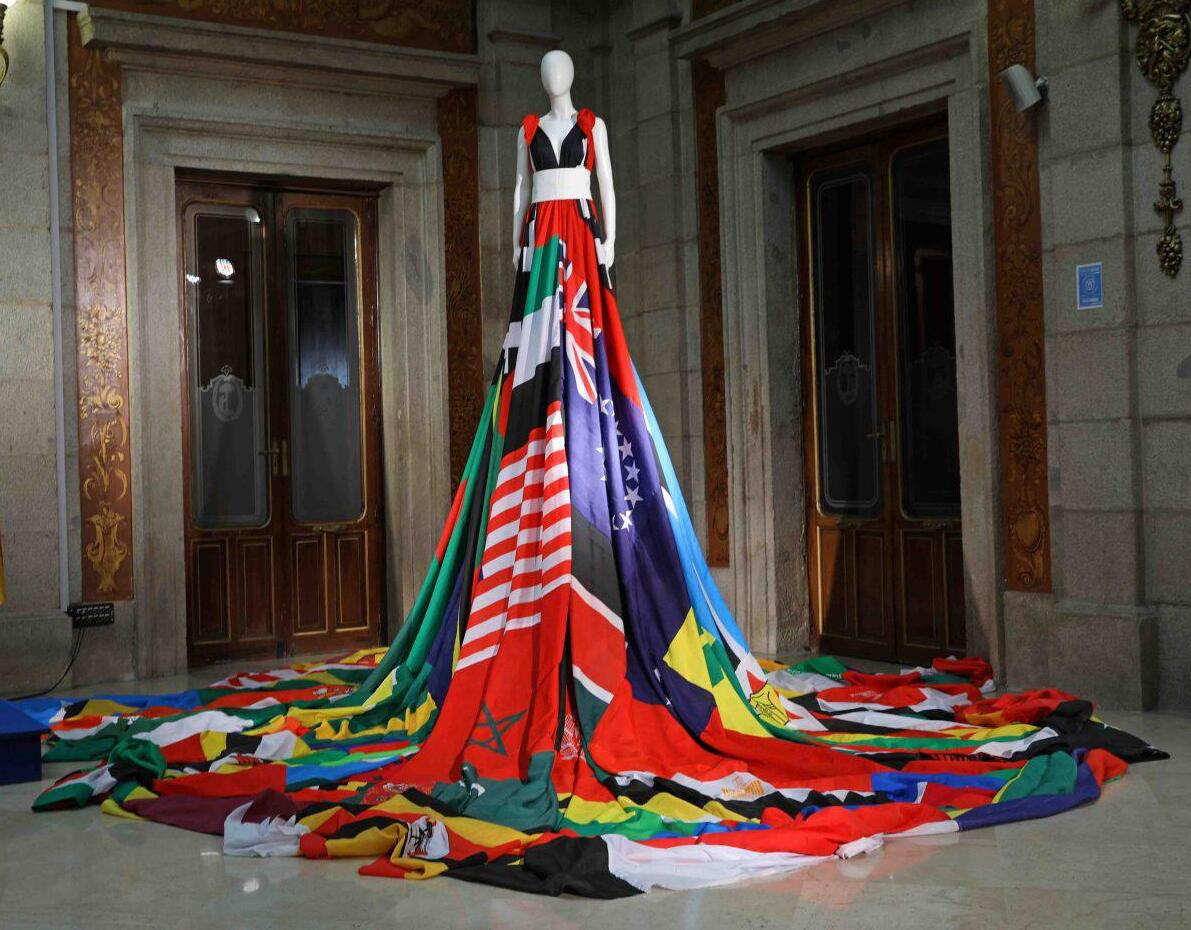
L'Amsterdam Rainbow Dress a la Casa de la Vila en 2018

### Exposicions LGTB
Durant l'Orgull Museus i Galeries participen amb una programació especial. Així ho van fer durant el World Pride 2017 el Museu del Prado, el Museu Thyssen-Bornemisza i el Museu Nacional d'Arts Decoratives. En altres edicions de l'Orgull van participar també el Centre d'Art Dos de Maig, el Museu ABC, el Belénartspace, l'Escorxador o La Neomudéjar.

## La manifestació

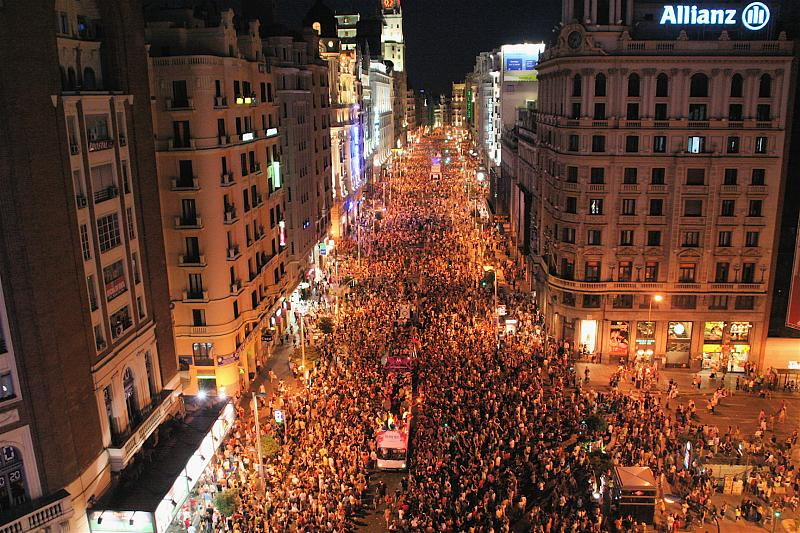
Marxa de l'Orgull per la Gran Via

La Marxa de l'orgull LGTB de Madrid és l'acte central de la Setmana de l'Orgull de Madrid i està convocada per COGAM (Col·lectiu de Lesbianes, Gais, Transsexuals i Bisexuals de Madrid) i FELGTB (Federació Estatal de Lesbianes, Gais, Transsexuals i Bisexuals) amb un lema diferent cada any. Se celebra el dissabte a la tarda durant 5 hores, i a ella acudeixen més de 1,5 milions de persones cada any.
Des de 1996 a més de la manifestació desfilen carrosses i camions, de diferents organitzacions, festes o partits polítics donant un caràcter festiu a la manifestació.
La manifestació estatal de l'orgull de Madrid és la més nombrosa d'Europa i una de les més famoses del món. Des de l'any 2013, la manifestació surt de la plaça de l'Emperador Carles V, segueix pel Passeig del Prat, plaça de Cibeles, Passeig de Recoletos fins a arribar a la plaça de Colón. Fins al 2012, la marxa passava per la Gran Via, però a causa de la gran afluència de gent va haver de ser modificat l'itinerari per problemes de seguretat.

## Assistents
| Any  | Assistents totals (xifres de l'organització) | Assistents totals (xifres oficials) | Assistents a la manifestació (xifres de l'organització) | Assistents a la manifestació (xifres oficials) |
| ---- | -------------------------------------------- | ----------------------------------- | ------------------------------------------------------- | ---------------------------------------------- |
| 1996 |                                              |                                     | 4000                                                    | 2000                                           |
| 1998 |                                              |                                     | 10 000                                                  |                                                |
| 2003 |                                              |                                     | 1 000 000                                               |                                                |
| 2004 |                                              |                                     | 1 000 000                                               |                                                |
| 2005 |                                              |                                     |                                                         | 97 000                                         |
| 2007 | 2 300 000                                    |                                     |                                                         |                                                |
| 2012 |                                              |                                     | 1 200 000                                               | 700 000                                        |
| 2013 |                                              |                                     | 1 000 000                                               |                                                |
| 2014 | 2 000 000                                    |                                     |                                                         |                                                |
| 2015 |                                              |                                     | 1 000 000                                               |                                                |
| 2016 | 1 500 000                                    |                                     | 500 000                                                 |                                                |
| 2017 | 3 500 000                                    | 2 300 000                           |                                                         | 1 400 000                                      |
| 2018 |                                              |                                     |                                                         | 700 000                                        |
| 2019 |                                              |                                     | 1 600 000                                               | 400.000                                        |
| 2022 |                                              |                                     | 1 500 000                                               | 700 000                                        |

## Crítiques
Diverses associacions i moviments socials han denunciat en els últims anys, en països com Espanya, la qual cosa al seu judici és un buidament de les reivindicacions d'aquests col·lectius i la «mercantilització» d'aquesta data. En aquest sentit, defensen la celebració d'un Orgull Crític que no es limiti a ser una «façana comercial».
El format sota el qual se solen celebrar les marxes de l'Orgull ha estat criticat per alguns activistes LGTB+ en considerar-ho una banalització intencionada d'un dia que originàriament es va crear per a reivindicar els drets del col·lectiu. Des del seu punt de vista, al principi tenia un format de manifestació completament d'acord amb la intenció dels seus organitzadors (sobretot, activistes o simpatitzants del moviment); no obstant això, a partir dels noranta, amb la creixent acceptació de la comunitat homosexual gràcies a la trajectòria de l'activisme, sostenen que certs empresaris gais començarien a prendre el control dels orgulls per a reconduir-los cap a un format lúdic amb poca càrrega reivindicativa. Algunes veus arriben a titllar de perillós aquest context, tant per haver establert un precedent de capitalització d'una lluita social —addueixen que en el futur podria ocórrer una cosa similar amb el 8 de març o l'1 de maig—, així com per transmetre una sensació que ja no hi ha res per què lluitar, com si tot s'hagués aconseguit. Amb aquesta idea de tall capitalista, semblés haver-se creat una falsa il·lusió de llibertat i la fi de les opressions cap a un col·lectiu que encara sofreix l'assetjament en diversos àmbits de la seva vida i fins i tot la condemna en altres països. Per això, suposen que, a més d'invisibilitzar la situació real del col·lectiu, aquest format de Marxa de l'Orgull també invisibilitzaria de manera conscient a tota aquella identitat LGTB+ que no s'adscrivís a la norma heteropatriarcal, és a dir, podria existir una exclusió premeditada dels transgèneres i transsexuals, els asexuals, els bisexuals, les lesbianes, els intersexuals, les altres identitats de l'espectre queer i l'home homosexual que no segueix els paràmetres marcats pel capitalisme rosa (blanc, consumista, adinerat, amb un determinat cos segons estableix la norma, etc.), amb el propòsit d'imposar des de l'inici el model cisheteronormativisme a gent que qüestiona el sistema de poder i, així, bloquejar la possibilitat de teixir una comunitat que obligui a canviar les regles creades pel capitalisme i el patriarcat. La Plataforma Orgullo Crítico Madrid describió el Orgullo Mundial que tuvo lugar en 2017 en Madrid de la siguiente manera:
| « | Frente al Orgullo Mundial —o World Pride Incorporated, como nos gusta llamarlo— y su «viva la vida», este 2017 no dejamos de juntarnos, para estar más fuertes que nunca. Porque el 28J sigue siendo un día de denuncia, reivindicación y lucha de todas aquellas disidencias de género, sexuales, afectivas y relacionales, seguimos trabajando por un orgullo inclusivo, no mercantilizado, ni mercantilizable, ni consumible. Gritamos para denunciar la utilización capitalista y heteropatriarcal de nuestras disidencias, y cuestionamos un modelo como el de Chueca, donde el dinero y el ocio se venden como referentes de nuestra liberación. | » |
| — | |   |

Frente al Orgullo Mundial —o World Pride Incorporated, como nos gusta llamarlo— y su «viva la vida», este 2017 no dejamos de juntarnos, para estar más fuertes que nunca. Porque el 28J sigue siendo un día de denuncia, reivindicación y lucha de todas aquellas disidencias de género, sexuales, afectivas y relacionales, seguimos trabajando por un orgullo inclusivo, no mercantilizado, ni mercantilizable, ni consumible. Gritamos para denunciar la utilización capitalista y heteropatriarcal de nuestras disidencias, y cuestionamos un modelo como el de Chueca, donde el dinero y el ocio se venden como referentes de nuestra liberación.

Donat el context sociocultural dels països en els quals existeix un major grau de tolerància cap als col·lectius oprimits i les minories, hi ha corporacions que decideixen llançar campanyes en favor del col·lectiu LGTB durant la setmana de l'Orgull o solen estar presents en la desfilada. Això pot percebre's per alguns com un aparador perquè les empreses netegin la seva imatge en fer costat a la comunitat LGTB oportunistament (pinkwashing) o perquè es proclamin discursos homonacionalistes i es promoguin dinàmiques de consum que afavoreixin la gentrificació. Uns altres han pogut considerar una estratègia el fet de moure la data de la reivindicació originària (el 28 de juny) a l'1 de juliol per a obtenir majors ingressos a causa de la paga de fi de mes. La mercantilització del Dia de l'Orgull LGTB es produiria per un interès per part dels mercats en l'home homosexual a causa del fenomen DINK (de l'anglès Double income, no kids 'doble salari i sense fills'), que tindria lloc quan una parella composta per dos homes arribés a acumular més diners que una parella de dues dones, a causa de la bretxa salarial i per haver negat a les parelles del mateix sexe la possibilitat d'adoptar o criar fills, alguna cosa que, fins a l'arribada del matrimoni igualitari, continuava ocorrent en diversos països. Per aquest motiu, pogués ser que algunes empreses veiessin al col·lectiu gai com a prometedors consumidors.
Amb l'auge de les llibertats aconseguides pel moviment LGTB, hi ha certes veus que afirmen que, davant una aparent major participació de l'esquerra política que assumeix les demandes LGTB com a pròpies, l'element polític present en la celebració podria convertir-se en un instrument de pressió perquè els governs es veiessin obligats a legislar en favor del col·lectiu.
Alguns sectors arriben a rebutjar la noció d' «orgull LGTB», perquè perceben un èmfasi excessiu en l'orientació sexual que no consideren important i una falta de discreció o modèstia, la qual cosa eventualment podria perjudicar, segons el seu criteri, a la moral pública, a les creences religioses o fins i tot als propis homosexuals, en mostrar estereotips o fer massa exhibició dels seus drets reeixits. En canvi, proposen evitar un activisme «estrident», amb la finalitat d'incorporar més fàcilment el discurs per la igualtat del col·lectiu a les idees comunes que marca l'opinió pública. Altres crítics veuen en la noció d' «orgull» un menyspreu cap a la identitat de cada individu, perquè opinen que cada persona ha de viure la seva orientació sexoafectiva sense necessitat d'identificar-se amb un estereotip determinat.